# Ulopeza latiferalis
Ulopeza latiferalis là một loài bướm đêm trong họ Crambidae.